# The Life of Joseph W. McVey
The Life of Joseph W. McVey – ósmy solowy album amerykańskiego rapera Z-Ro.

## Lista utworów
| #  | Tytuł                                          | Gościnnie    | Czas |
| -- | ---------------------------------------------- | ------------ | ---- |
| 1  | „On My Grind”                                  |              | 1:39 |
| 2  | „Z-Ro”                                         |              | 3:07 |
| 3  | „These Niggas”                                 | Scarface     | 4:00 |
| 4  | „King Of The Ghetto”                           |              | 4:32 |
| 5  | „II Many Niggas”                               |              | 4:16 |
| 6  | „I Hate U Bitch”                               |              | 4:32 |
| 7  | „Hey Lil’ Mama”                                |              | 4:16 |
| 8  | „So Much”                                      |              | 3:50 |
| 9  | „That’z Who I Am”                              |              | 3:52 |
| 10 | „Everyday”                                     | Trae         | 3:22 |
| 11 | „Crooked Officer”                              |              | 3:34 |
| 12 | „Why?”                                         | Tanya Herron | 4:02 |
| 13 | „Happy Feelingz”                               |              | 3:43 |
| 14 | „Z-Ro” (Screwed and Chopped) (Bonus)           |              | 5:35 |
| 15 | „II Many Niggas” (Screwed and Chopped) (Bonus) |              | 5:13 |